# Piotr Kosewicz
Piotr Kosewicz (* 31. Mai 1974 in Zawidów oder Lubań) ist ein polnischer Leichtathlet und Behindertensportler der Klasse F52. Er trainiert bei Start Wrocław.

## Leben
Piotr Kosewicz wuchs in Zawidów auf und besuchte dort die Schule. Mit 14 Jahren hatte er einen Unfall, bei welchem seine Wirbelsäule verletzt wurde, was zu einer Querschnittlähmung führte.
Er begann mit Wintersport und startete bei den Winter-Paralympics 1998 und 2002 im Biathlon und Skilanglauf in der Kategorie LW10. 2002 beendet er, vorerst, seine Sportkarriere und ist seitdem Inhaber eines eigenen Fotostudios. 2015 kehrte er als Diskuswerfer zum Sport zurück.
2019 wurde er vom Powiat Zgorzelecki aufgrund sportlichen Engagements ausgezeichnet.
Piotr Kosewicz ist verheiratet und hat einen Sohn.

## Erfolge
- 2018: 1. Platz bei den Europameisterschaften in Berlin im Diskuswurf[6]
- 2019: 2. Platz bei den Weltmeisterschaften in Dubai im Diskuswurf[6]
- 2021: 1. Platz bei den Europameisterschaften in Bydgoszcz im Diskuswurf[6]
- 2021: 1. Platz bei den Sommer-Paralympics 2020 im Diskuswurf[7]